# Yoruichi Shihōin
Yoruichi Shihouin (四楓院 夜一 Shihōin Yoruichi?) es un personaje de la serie manga y anime Bleach.

## Perfil
Yoruichi Shihōin es una mujer de piel oscura, cabello púrpura, viste con ropas ajustadas de color negro, unos protectores de tela amarrados a nivel de tobillos y brazos y una especie de camisa de color naranja con protectores metálicos en los hombros; tiene la capacidad de transformarse en gato conservando además su facultad de hablar, aunque con una voz muy grave que la hace parecer del sexo opuesto. Es inteligente e ingeniosa y tiene un gran conocimiento sobre la Sociedad de Almas.
Pese a ser de ascendencia noble, Yoruichi actúa de forma muy distinta a otros nobles de la serie. Siempre cercana, insiste a su subordinada Suì-Fēng a que la llame sin ningún título honorífico y muestra su cara desenfadada y burlona cuando se transforma de gato a humana por primera vez ante Ichigo y se le hace muy divertida su reacción de vergüenza exacerbada al verla desnuda.
Tiene unas grandes dotes de mando y es una excelente instructora, tanto cuando entrena a Chad y a Orihime Inoue antes de que vayan a la Sociedad de Almas como cuando ayuda a Ichigo a desarrollar la última liberación (bankai)
de su zanpakuto, según un método ideado por Kisuke Urahara a base de entrenamiento.

## Historia

### Pasado
Yoruichi pertenece al clan Shihouin, los armeros sagrados,("El Guerrero Caído del cielo", como se hace referencia a su apellido noble en uno de los episodios del manga y del anime ) una de las cuatro grandes casas nobles de la Sociedad de Almas. Además de ser su primer cabeza de familia femenino, en su 22.ª generación, Yoruichi se convirtió en la Comandante Suprema del Cuerpo de Agentes Secretos (el cuerpo de operaciones encubiertas de la Sociedad de Almas) y la Comandante del Primer Escuadrón de éstos, los Ejecutores, ganándose el respeto y admiración de todos y la adoración de sus subordinados, en especial Suì-Fēng, una joven a la que Yoruichi tomó como protegida en su destacamento de guardaespaldas; además se conoce que entreno y le enseñó varias técnicas secretas del Clan Shihouin, además del shunpo al Capitán de la sexta división, Kuchiki Byakuya.
Comparte una relación muy estrecha con Kisuke Urahara, aunque su naturaleza (amistad-amor-familia) aún no ha sido aclarada.Por lo que se ha visto en el manga, Urahara era subordinado de Yoruichi, él ocupaba el tercer asiento en la segunda división y era encargado de cuidar el 'nido de los gusanos'. Se conocen desde pequeños e incluso construyeron un enorme "patio de juegos" rocoso y secreto al que iban a jugar casi cada día, debajo del Patio de Ejecuciones o Soukokyou. Luego de entrar ella en el cuerpo secreto y él en los 13 Escuadrones, lo utilizaron para su entrenamiento. Kisuke construiría más tarde una réplica de este espacio bajo su tienda de Karakura.
Unos 100 años antes de los sucesos narrados en Bleach, Kisuke Urahara se vio obligado a huir de la Sociedad de Almas después de ser injustamente acusado por la cámara de los 46 de haber transformado a varios Shinigamis en Hollow (en realidad fue una de las tantas maquinaciones de Aizen en su afán por completar su teoría de que un Hollow puede ser transformado en Shinigami y viceversa) y a lo que fueron Tessai Tsukabishi, a Shinji Hirako y al resto de Shinigamis afectados por la transformación en Hollows a la prisión y a la muerte respectivamente. Yoruichi lo ayudó a escapar junto con los otros afectados, a sabiendas de que eso la convertiría en traidora y que tendría que renunciar a su alta posición. Así que durante un siglo se escondió transformada en gato, mientras en la Sociedad de Almas se la daba por muerta y una dolida Suì-Fēng ocupaba su puesto.

### Shinigami Sustituto
Yoruichi aparece por primera vez en la serie, en su forma de gato, para advertir a Urahara de la llegada de Byakuya Kuchiki y Renji Abarai al mundo humano para detener a Rukia Kuchiki. Tras la detención de Rukia, y mientras Urahara entrena a Ichigo Kurosaki, Yoruichi se encarga del entrenamiento de Chad y Orihime.

### Sociedad de Almas
viven los shinigamis) con un cañón gigante. Una vez dentro, los miembros del grupo, incluida Yoruichi, se dispersan por accidente en distintas direcciones.
Al localizar a un Ichigo herido tras su combate con el capitán de la 11.ª división, Yoruichi lo lleva a su escondite secreto, le cura las heridas y le muestra su auténtica forma. Ichigo se va repentinamente usando uno de los artefactos de vuelo de Yoruichi para salvar a Rukia, pero es salvado por la misma Yoruichi durante el enfrentamiento con Byakuya, reprendiéndole por no estar preparado. Luego se compromete a enseñarle la última liberación de su Zanpakutou, para estar al mismo nivel del resto de capitanes.
Durante el rescate final de Rukia, Yoruichi se enfrenta a su antigua subordinada Suì-Fēng. Ésta se siente traicionada por el abandono de su líder a la que adoraba como una diosa y usa todos los medios a su alcance, desde llamar a los Ejecutores hasta usar una nueva técnica que ha descubierto y dominado hace poco y que clama haber inventado, aunque aún no le haya dado nombre. Para su desgracia, Yoruichi conocía esa técnica de mucho antes y derrota a Suì-Fēng con facilidad. Suì-Fēng se derrumba y, llorando, revela que la causa de su odio a Yoruichi no era su traición a la Sociedad de Almas, ni su supuesta arrogancia de creerse la mejor o lo dura que fue la tarea de Suì-Fēng de sucederla, sino que Yoruichi no se la llevara consigo cuando escapó de la Sociedad de Almas.
Poco después, al descubrirse la traición del capitán Aizen, ambas se alían para detenerlo, pero fracasan al ser transportado éste al mundo de los hollows (Hueco mundo). Para cuando Yoruichi vuelve al mundo humano con Ichigo y compañía, ambas han hecho las paces.

### Los Bount
Al principio de la saga, Yoruichi llama a Suì-Fēng para que la ayude en la investigación de unos extraños hechos que tienen que ver con almas humanas vivas absorbidas por seres desconocidos. Tras confirmar que se trata de Bound (una especie de vampiros come-almas), Yoruichi envía a Suì-Fēng de vuelta a la Sociedad de Almas. Participa luego en el rescate de Uryu Ishida y más tarde, al considerar que la información que tienene sobre los planes de los Bound es insuficiente, se marcha a la Sociedad de Almas a conseguir más, usando a Suì-Fēng como enlace entre ella y Kisuke Urahara. Al escapar los Bound hacia la Sociedad de Almas, Yoruichi acompaña a Ichigo y sus amigos a casa de su amiga Kūkaku Shiba para usarla como centro de operaciones para encontrar a los Bound. Cuando Kuukaku le pregunta por qué no ha escogido el Seireitei como base, Yoruichi le explica que allí corren riesgo de sabotaje, perderían movilidad y, además, no la dejarían manejar el asunto a su estilo.
Yoruichi vuelve a aparecer para presenciar el combate final de Kariya Jin contra Ichigo. Tras la batalla, se la ve en un escondite secreto junto a la shinigami proscrita Ran Tao y al último de los Bound, Koga, al que había salvado después de su combate con Hitsugaya.
Koga le pide que le dé las gracias a Ichigo de su parte por detener a Kariya. Yoruichi promete dárselas y se marcha.

### Arrancar
Yoruichi no vuelve a aparecer hasta que dos Arrancar (Yammy y Ulquiorra) atacan la ciudad. Yammy se encarga primero de [Chad], al que derrota de un solo golpe, y posteriormente de Orihime, pero Ichigo aparece a tiempo para salvarles, comenzando en principio siendo muy superior a Yammy, cortándole un brazo e infringiéndole heridas graves, hasta el momento en el que el Arrancar se dispone a sacar su Zanpakutō, lo cual deja a Ichigo confundido, pensando que podría transformarse en lo mismo que ellos, y su Hollow interior comienza a ganar fuerzas. Para evitar que salga, Ichigo deja de pelear, recibiendo una paliza por parte de Yammy. Cuando él va a rematarlo aparece Yoruichi junto a Urahara. Ella derrota fácilmente a Yammy con varios golpes, aunque queda con lesiones en brazos y piernas por el Cero del Arrancar, aunque no lo recibió completamente gracias al contraataque de Urahara justo antes de que alcanzara a Yoruichi, ataque que habría evitado ella sola de haber usado el Shunkō
Aparte de esto, Yoruichi apenas ha tenido relevancia durante esta saga, más allá de buscar a Orihime para que Urahara le dijese que no participase en la guerra que se avecina, y después recriminar a Kisuke su severidad.

### La batalla por Karakura
Aizen derrota a toda la resistencia que se presentaba ante él en la falsa Karakura, tras lo cual se enfrenta contra Ichigo y después contra Isshin Kurosaki y Urahara. Ichigo después se enfrenta contra Gin Ichimaru, mientras Isshin y Urahara se enfrentan a Aizen sin éxito en principio.
Isshin y Urahara atacan a Aizen por ambos lados, bloqueando él fácilmente sus ataques, pero entonces ellos atan uno de sus brazos y piernas con la cuerda de sus Zanpakutō y tiran, dejándolo suspendido en el aire. En ese momento aparece Yoruichi con unos guanteletes metálicos y comienza a golpear con toda su fuerza a Aizen, provocando explosiones y reventando el suelo en el proceso. Yoruichi cree haberle derrotado tras esto, pero Urahara le grita que se aparte, y ella salta rápidamente hacia atrás, perdiendo uno de sus guanteletes a causa de una explosión. Aizen aparece entre la destrucción, ligeramente resquebrajado y diciendo que si no le atacan rápidamente les destrozará a todos.
Urahara le dice a Yoruichi que sus guantes fueron creados para resistir tanto como el Hierro de los Arrancar, y que no pensaba que los destruirían tan fácilmente. Yoruichi parece enfadarse, viéndolo como si le echase la culpa a ella, y alegando que esos guantes fueron creados con basura, y que la culpa es de él. Aizen avanza hacia ellos diciendo que con tres ataques más los eliminará. Kisuke se preocupa por su compañera, preguntándole si puede continuar. Ella responde que naturalmente puede seguir luchando, y justo en ese momento aparece Aizen a su izquierda, dejándola muy sorprendida. Él golpea y se produce una explosión.
La batalla prosigue con Yoruichi ligeramente herida, achacando la culpa al guante de acero de Urahara, bastante pesado, ya que sin él podría haber esquivado el ataque. Aizen los observa, a lo que Kisuke replica, preguntándole sobre qué está mirando. Aizen responde que le observa a él, y que piensa que ese acto de preocupación es solo parte de su plan. Urahara se burla, diciendo que pensaba que ya no se tenía que preocupar más, pero Aizen responde que no es preocupación, sino curiosidad, ya que considera a Kisuke Urahara como su único superior intelectual, aunque su poder no esté a su nivel. Urahara sonríe y responde que le está sobreestimando, ya que ahora él solo es el pobre propietario de una tienda de dulces.
Se reanuda la batalla al usar Urahara el Hadō #32: OukaSen, que Aizen bloquea fácilmente. Tras desviarlo aparece Yoruichi utilizando su guante para golpearle, pero él para sus golpes fácilmente sin recibir daño. Para sorpresa de Aizen, Yoruichi utiliza el Shunkō, con el que consigue darle un buen golpe, resquebrajándolo y estrellándolo contra el suelo. Cae sobre él preparada para darle una paliza, pero él, ya preparado, detiene su puñetazo con tranquilidad. Antes de que pueda atacar Urahara aparece tras Aizen, usando el comando Shibari, con el que lo ata con cuerdas de reiatsu, y utilizando después el comando Hiasobi, con el que prolonga la red de reiatsu, que revienta con el ataque Juzu Tsunagi, con el que destroza gran parte de la ciudad, afectando principalmente a Aizen, que continúa resquebrajándose, aunque desprecia el ataque y se burla de Urahara, preguntándole si esa era su carta de triunfo. Para su sorpresa de entre las llamas aparece Isshin sosteniendo su Zanpakutō con sus dos manos y realizando el Getsuga Tenshō, con el que alcanza totalmente a Aizen.
El ataque parece destrozar a Aizen, reduciendo a escombros toda la zona. Kisuke aparece tras Isshin, preguntándole como va la cosa, a lo que él responde que no tiene ni idea, ya que desde que Aizen se transformó no ha podido leer su reiatsu, y por mucho que le atacase no podía sentirlo, siendo probablemente los únicos que pueden sentir el poder de Aizen los que han pasado por lo mismo que él. Se interrumpe la conversación al aparecer Aizen ante los dos, que quedan notablemente sorprendidos al ver que el ataque apenas le ha afectado más allá de una brecha en mitad del cuerpo. En ese momento Aizen decide terminar con el combate y demostrarles todo su poder. Se produce una explosión de reiatsu y Aizen deja caer a sus espaldas los cuerpos inconscientes de Isshin, Urahara y Yoruichi.

## Poderes y artefactos
Yoruichi, como excomandante Suprema del Cuerpo Secreto y miembro de una de las Cuatro Casas Nobles, posee una gran fuerza espiritual, además de ser una experta en el combate mano a mano y en artes demoníacas (kidō). De hecho, ha sabido combinar ambas técnicas en una forma de ataque llamada shunkō (瞬閧 Grito Instantáneo?). Con esta técnica el sujeto cubre su espalda y hombros con magia demoníaca altamente concentrada y la hace fluir por sus brazos y piernas para luchar. No obstante, cualquier tela sobre la espalda y los hombros se desintegra. Es por esto que el uniforme de la Comandante Suprema Yoruichi, que luego pasó a Suì-Fēng, carecía de tela en esas partes. Para sorpresa de Yoruichi, su antigua protegida también ha desarrollado la misma técnica por su cuenta, aunque carece del control de su maestra.
Sin embargo, la habilidad que ha hecho famosa a Yoruichi en la Sociedad de Almas es el shunpo, un paso tan veloz que para un ojo no entrenado parece teletransporte. Aunque varios shinigamis de alto rango son capaces de usar esta técnica, Yoruichi es la que la ha dominado por completo, ganándose el título de Diosa de la Velocidad o Diosa Relámpago (瞬神 shunshin?). Es capaz de estar en dos sitios casi al mismo tiempo y abatir a un escuadrón entero de agentes secretos en cuestión de milésimas de segundo. Su límite no está claro; se quedó sin aliento tras hacer 200 shunpos seguidos acarreando a un inconsciente Ichigo lejos de la espada de Byakuya, pero se reprochó a sí misma aquella debilidad por no ser propia de su nivel y lo achacó a 100 años en forma de gato sin entrenamiento.
La habilidad de convertirse en un gato negro parece ser única en toda la Sociedad de Almas y le ha resultado muy útil para ocultarse durante 100 años. Como gato su voz cambia y se hace más grave y ronca, haciendo que todos crean que pertenece al sexo masculino. No parece haber un límite de tiempo para ésta transformación y tras pasar 100 años desnuda como gata, a Yoruichi se le hace incómoda la ropa (para vergüenza y disgusto de Ichigo).
Por su pertenencia al clan de armeros sagrados, Yoruichi dispone de varios y útiles artefactos. Uno de ellos es una vara con un cráneo de pájaro o reptil en un extremo, del que automáticamente sale una tira que sujeta el brazo del portador y una enorme ala de hueso que permite volar a voluntad. Otro medio para volar es la capa tentōken, que Yoruichi da a Ichigo para que llegue a tiempo de evitar la ejecución de Rukia.
En la saga de la sociedad de Almas, ella le provee a los capitanes de la 8.ª y 13.ª división un escudo de Armas de la familia Shihouin, con lo que logran destruir el "Duo Terminus", arma ejecutora con la que iban a ejecutar a Kuchiki Rukia
Se dice que tiene una zampakutou llamada Senkou Dansou con una característica similar a un abanico muy g
- Datos: Q2084607
- Multimedia: Yoruichi Shihōin / Q2084607